# Краутхайм (Тюрингия)
Краутхайм (нем. Krautheim) — община в Германии, в земле Тюрингия.
Входит в состав района Веймар. Подчиняется управлению Берльштедт. Население составляет 486 человек (на 31 декабря 2010 года). Занимает площадь 10,23 км².